# Rudolf Vercammen
Rudolf René Vercammen (Ledeberg, 14 september 1880 - Gent, 24 februari 1966) was een Belgisch volksvertegenwoordiger en senator.

## Levensloop
Zoon van Joannes Vercammen en Theresia Janssens, volgde hij les aan de basisschool van Ledeberg en nadien aan de stedelijke beroepsschool De Ridder in Ekkergem. Hij trouwde met Prudence Marie Poppe en na haar dood met Anna Maria De Cramer.
Vanaf zijn dertien jaar was hij leerling-typograaf bij het katholieke dagblad L'Impérial, later L'Indépendant. Vervolgens werkte hij bij de drukkerij Van Der Weghe en op zijn zeventiende bij De Gazette Van Ghent. 
In 1902 werd hij secretaris van de Socialistische Werkliedenboekerij en vanaf 1903 was hij typograaf bij de Volksdrukkerij. Hij werd actief in de socialistische beweging. In 1906 werd hij journalist bij Vooruit en schreef er onder het pseudoniem Jan Prolo. Hij was er na enkele jaren verantwoordelijk uitgever. Hij bleef bij Vooruit tot aan zijn pensioen in 1948. 
In 1921 werd hij verkozen tot BWP-gemeenteraadslid van Gent, een mandaat dat hij uitoefende tot in 1938. Hij was korte tijd (juli 1922 - juni 1923) schepen van Gent. Van 1921 tot 1923 was hij ook provincieraadslid.
In 1923 verving hij Auguste Van der Brugge als socialistisch volksvertegenwoordiger voor het arrondissement Gent-Eeklo en vervulde dit mandaat tot in 1929. Hij werd vervolgens senator van 1929 tot 1936 en opnieuw van 1938 tot 1939, telkens voor het arrondissement Gent-Eeklo.